# Loggia comunale di Levanto

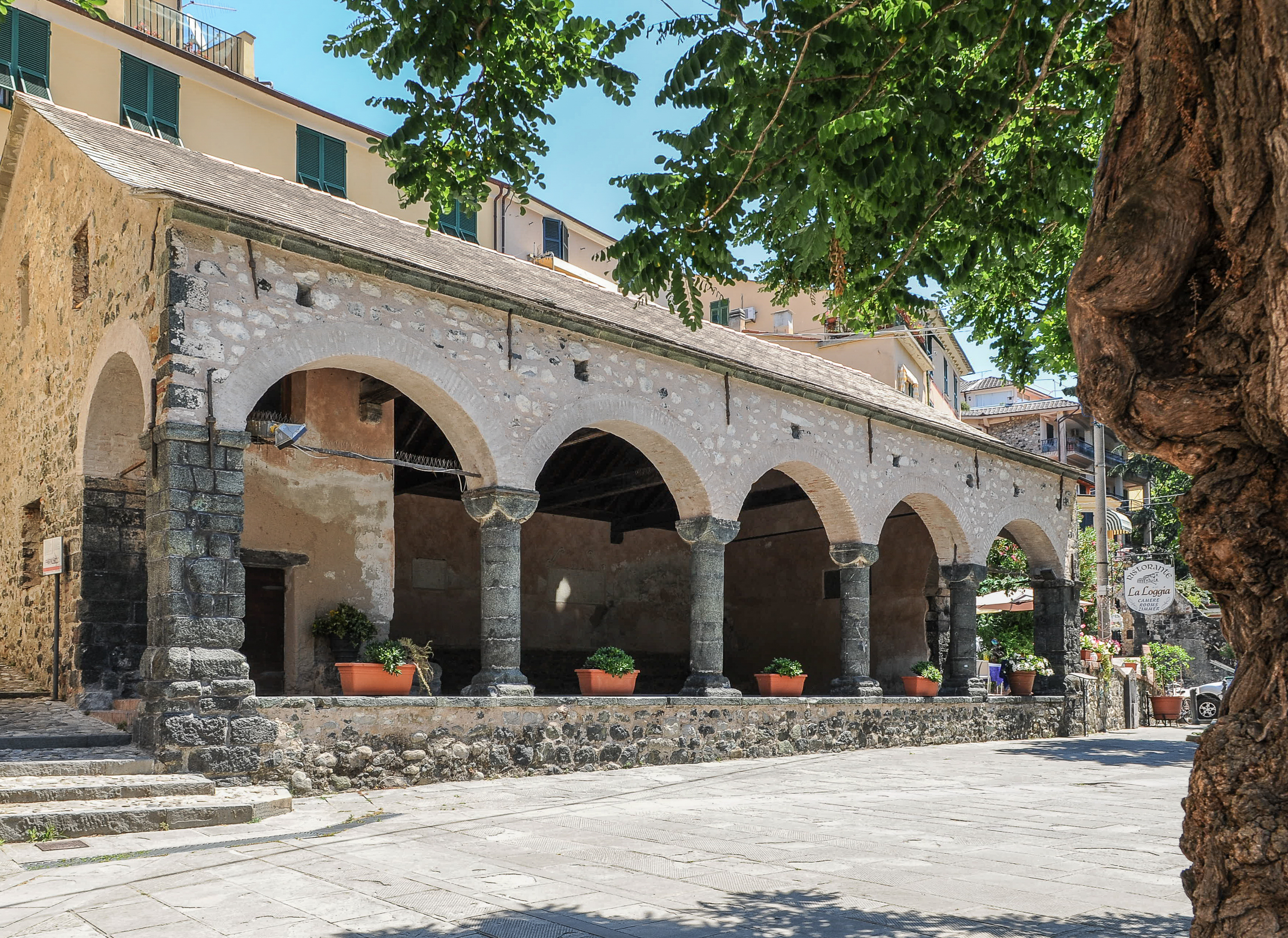
La loggia comunale

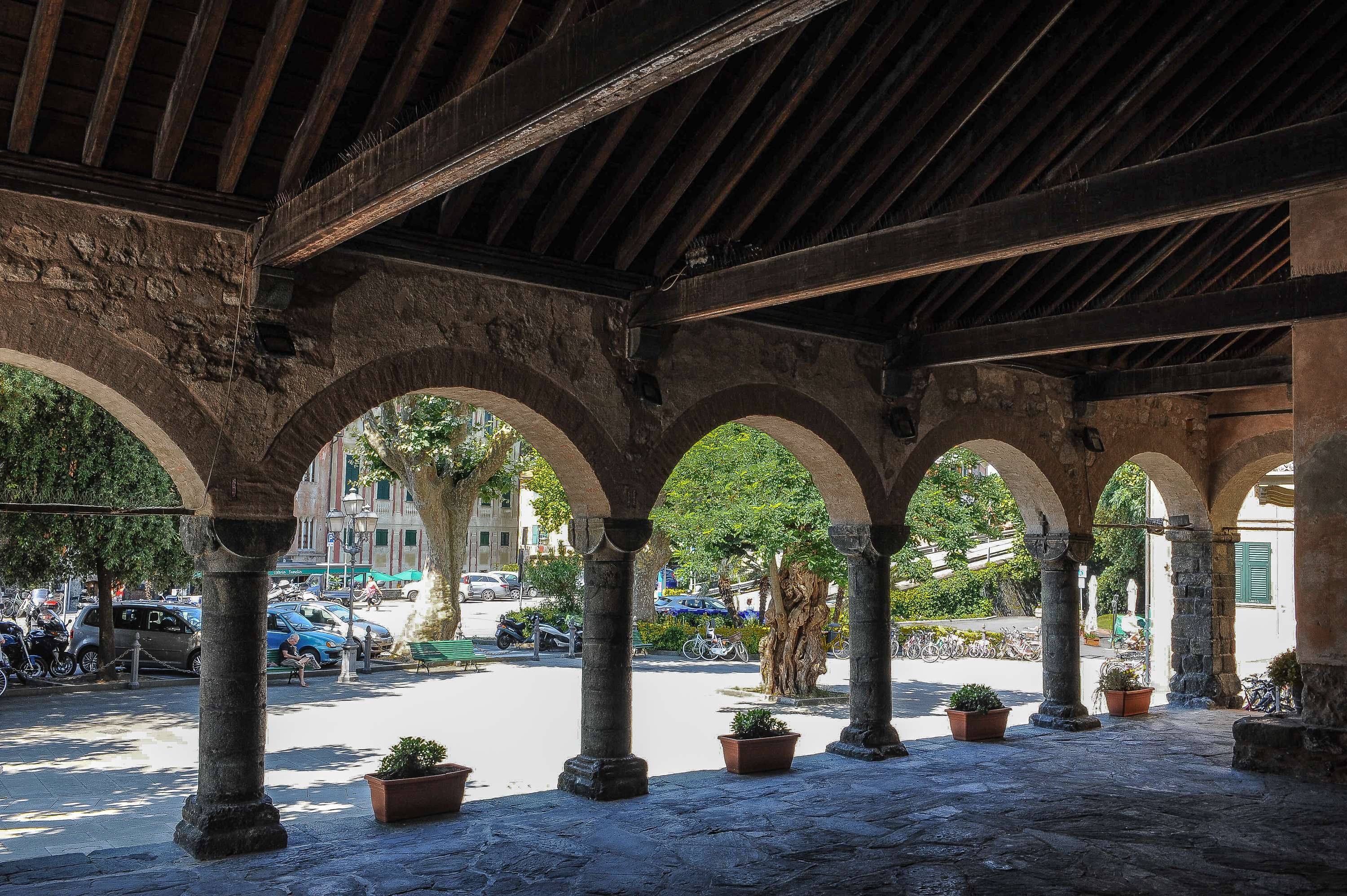
Interno

La loggia comunale è un edificio sito in piazza del Popolo a Levanto, nella Riviera spezzina in provincia della Spezia. Citata già nel XIII secolo, il sito fu ricostruito nel corso del XVI secolo. Dal 20 luglio 2007 la loggia è stata insignita dall'UNESCO del titolo di "monumento testimone di cultura e di pace".

## Storia
Le fonti storiche attestano la presenza della loggia comunale già dal XIII secolo, anche se l'attuale edificio è databile alla successiva ricostruzione nel tardo medioevo, che avvenne sul finire del XVI secolo utilizzando, molto probabilmente, i materiali della primaria struttura.
Originariamente la loggia aveva una funzione commerciale, correlata al vicino porto-canale medievale, e quindi usata come archivio comunale fino alla fine del XVIII secolo.

## Descrizione
La loggia è sopraelevata circa un metro dall'antistante piazza del Popolo, storica area del borgo medievale di Levanto che già in passato assunse la denominazione di piazza della Loggia, e si presenta in un unico piano a sezione di trapezio rettangolare.

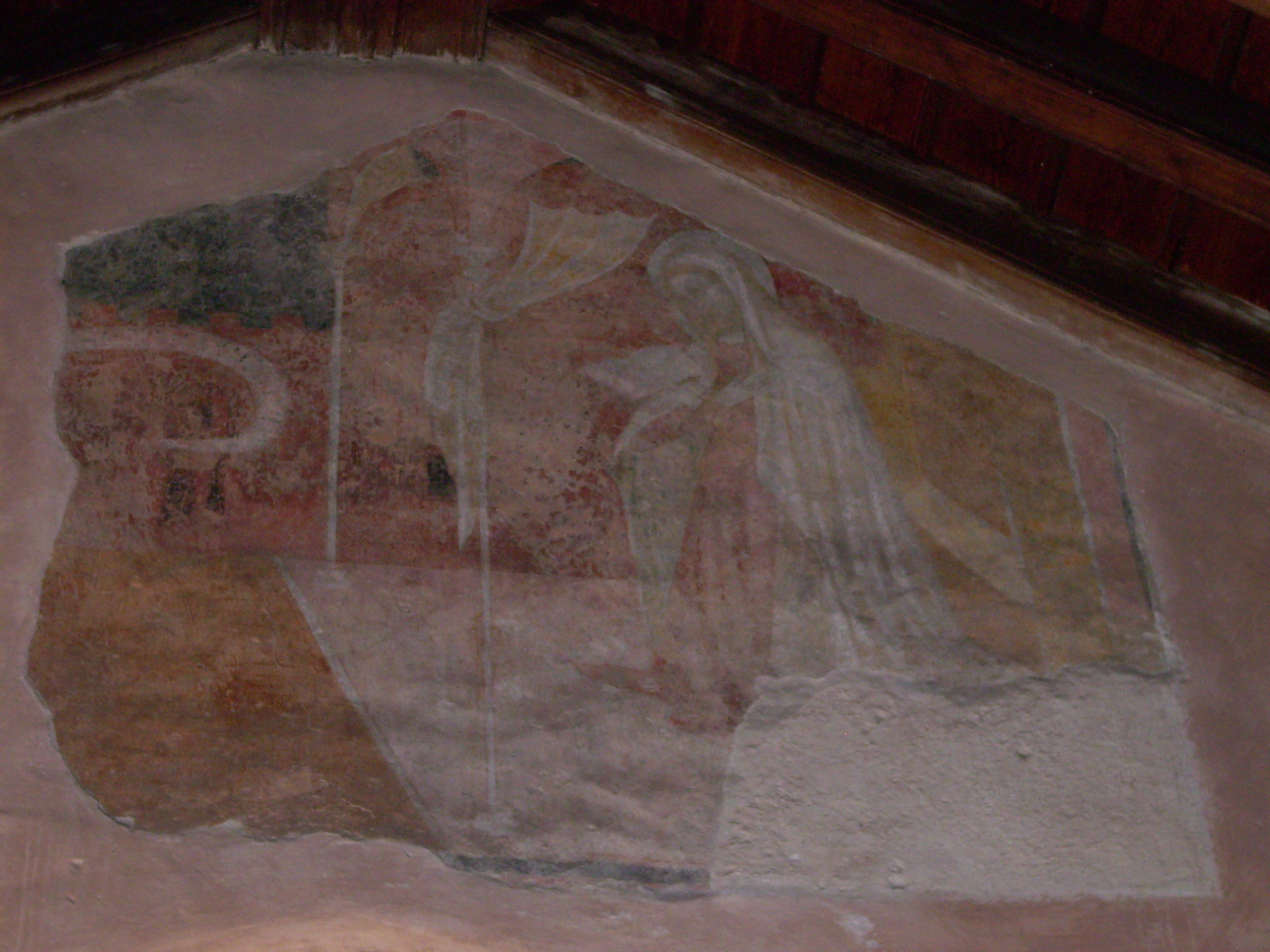
Affresco all'interno della loggia

Nel prospetto principale, quello rivolto verso la piazza, le cinque arcate ad arco ribassato della struttura, lunga 17,5 metri e larga dieci, poggiano su quattro colonne e due pilastri d'estremità aventi capitelli in stile romanico e in serpentino. Le due pareti laterali, quelle verso via Paraxo e salita San Giacomo, presentano invece un'apertura ad arco a tutto sesto in mattoni; la prima parete ha ancora tre piccole finestre, la seconda il dipinto di un rosone arancione su fondo giallo.
Oltre alla conservazione di un affresco raffigurante l'Annunciazione di Maria, datato al XV secolo e opera di un ignoto pittore ligure-lombardo, sono altresì presenti quattro lapidi in marmo bianco e in ardesia e altrettanti stemmi antichi di Levanto e della Repubblica di Genova.